# 일반계시
일반계시(general revelation, natural revelation)란 인간 창조의 목적을 실현하기 위하여 자연의 관찰(물리적 우주)이나 철학, 그리고 이성과 같은 자연적 방법을 통하여 발견된 하나님과 영적 문제에 관한 지식과 관련된 계시이다.
기독교 신학자들은 이 용어를 하나님을 아는 지식을 표현할 때 사용하는데 단순히 모든 인류에게 적용이 된다. 일반계시는 보통 물리적 우주나 세상 안에서 경험되는 외적이며 일시적 사건과 관련된다. 그 정의는 인간 이성이나 섭리 또는 섭리적인 역사를 포함하여 넓게 확장된다.

## 특성
일반적인 계시는 경험이나, 역사기록, 창조, 내면적 양심을 통하여 지식을 주는 계시의 형태이다. 기독교 신학자들은 로마서 1장 19~20절과 시편 19장 1-6절 그리고 마태복음 5장 45절을 일반계시의 근거로 제시한다. 일반계시는 특별계시와 다르다. 특별계시는 초자연적인 방법으로 기적이나 말씀을 통하여 하나님에 대한 지식과 영적인 지식을 말한다.
아래와 같은 과정을 통하여 일반계시를 경험할 수 있다.
1. 물리적 우주
2. 인간양심
3. 섭리 [2]

## 같이 보기
- 특별계시
- 성경 해석
- 자연계시
- 계시
- 초자연계시

## 참고 문헌
- Olaf Pedersen (1992) The Book of Nature, Vatican Observatory Publications ISBN 0-268-00690-3, distributed by University of Notre Dame  Press.
- 루이스 뻘콥, 기독교 신학개론, 신복윤 옮김 (서울:성광문화사, 1997)
- 안명준, 성경적 조직신학 (서울: 기쁜날, 2014)